# Minority Report (bande originale)
Pour les articles homonymes, voir Rapport minoritaire.
Pour un article plus général, voir Minority Report.
Albums de John Williams
Arrête-moi si tu peux
(2002) Star Wars, épisode II : L'Attaque des clones
(2002)
Minority Report: Original Motion Picture Score est la bande originale du film Minority Report de Steven Spielberg, composée par John Williams.

## Pistes
| No  | Titre                         | Durée |
| --- | ----------------------------- | ----- |
| 1.  | Minority Report (theme)       | 6:29  |
| 2.  | Can You See ?                 | 2:12  |
| 3.  | Pre-crime To Rescue           | 5:48  |
| 4.  | Sean And Lara                 | 4:46  |
| 5.  | Spyders                       | 4:33  |
| 6.  | The Greenhouse Effect         | 5:09  |
| 7.  | Eye-Dentiscan                 | 4:48  |
| 8.  | Everybody Runs !              | 3:10  |
| 9.  | Sean's Theme                  | 1:57  |
| 10. | Anderton's Great Escape       | 6:47  |
| 11. | Dr. Eddie And Miss Van Eych   | 3:08  |
| 12. | Visions Of Anne Lively        | 3:27  |
| 13. | Leo Crow... The Confrontation | 5:55  |
| 14. | Sean By Agatha                | 4:59  |
| 15. | Psychic Truth And Finale      | 7:10  |
| 16. | A New Beginning               | 3:29  |